# Copa do Mundo de Rugby Union de 2023
A Copa do Mundo de Rugby Union de 2023 (em francês:  Coupe du monde de rugby 2023) foi a décima edição da Copa do Mundo de Rugby Union, que ocorreu na França de 8 de setembro a 28 de outubro, que também ocorreu no ano do 200º aniversário da 'invenção' do esporte por William Webb Ellis. A final foi realizada no Stade de France. Foi a segunda vez que a França sediou a Copa do Mundo de Rugby, já tendo sediado o evento de 2007. Foi considerado um aquecimento para os Jogos Olímpicos de Verão de 2024 em Paris, ocorrendo menos de um ano na contagem regressiva.

## Qualificatória
Vinte equipes  competiram na Copa do Mundo. Um total de 12 equipes ganharam a qualificação automática para o torneio depois de terminar entre as três primeiras da sua classificação na Copa do Mundo de Rugby Union de 2019, enquanto a França se qualificou automaticamente como anfitrião. Os oito espaços restantes foram decididos por competições regionais (por exemplo, o Campeonato Internacional de Rugby da Europa), seguidos de alguns play-offs regionais. A vaga final foi decidida em um torneio de repescagem em novembro de 2022.
A tabela abaixo mostra as equipes qualificadas:
| Equipe qualificada | Equipe qualificada | Equipe qualificada                                     | Equipe qualificada | Equipe qualificada              | Equipe qualificada |
| Região             | Time               | Meio de Qualificação                                   | Part. anteriores   | Melhor resultado                | Ranking mundial    |
| ------------------ | ------------------ | ------------------------------------------------------ | ------------------ | ------------------------------- | ------------------ |
| África             | África do Sul      | Finalizou entre os 3 melhores de seu grupo na CMR 2019 | 7                  | Campeões (1995, 2007 e 2019)    | 4                  |
| África             | Namíbia            | África 1                                               | 6                  | Fase de grupos                  | 21                 |
| Ásia               | Japão              | Finalizou entre os 3 melhores de seu grupo na CMR 2019 | 9                  | Quartas-de-final (2019)         | 12                 |
| Europa             | Inglaterra         | Finalizou entre os 3 melhores de seu grupo na CMR 2019 | 9                  | Campeões (2003)                 | 6                  |
| Europa             | França             | Sede                                                   | 9                  | Vice-campeão (1987, 1999, 2011) | 3                  |
| Europa             | Irlanda            | Finalizou entre os 3 melhores de seu grupo na CMR 2019 | 9                  | Quartas-de-final (sete vezes)   | 1                  |
| Europa             | Itália             | Finalizou entre os 3 melhores de seu grupo na CMR 2019 | 9                  | Fase de grupo                   | 14                 |
| Europa             | Escócia            | Finalizou entre os 3 melhores de seu grupo na CMR 2019 | 9                  | Quarto lugar (1991)             | 5                  |
| Europa             | País de Gales      | Finalizou entre os 3 melhores de seu grupo na CMR 2019 | 9                  | Terceiro lugar (1987)           | 9                  |
| Europa             | Geórgia            | Europa 1                                               | 5                  | Fase de grupos                  | 11                 |
| Europa             | Romênia            | Europa 2                                               | 8                  | Fase de grupos                  | 19                 |
| Europa             | Portugal           | Vencedor do torneio de classificação final             | 1                  | Fase de grupos                  | 16                 |
| Oceania            | Austrália          | Finalizou entre os 3 melhores de seu grupo na CMR 2019 | 9                  | Campeões (1991, 1999)           | 8                  |
| Oceania            | Fiji               | Finalizou entre os 3 melhores de seu grupo na CMR 2019 | 8                  | Quartas-de-final (1987, 2007)   | 10                 |
| Oceania            | Nova Zelândia      | Finalizou entre os 3 melhores de seu grupo na CMR 2019 | 9                  | Campeões (1987, 2011, 2015)     | 2                  |
| Oceania            | Samoa              | Oceania 1                                              | 8                  | Quartas-de-final (1991, 1995)   | 13                 |
| Oceania            | Tonga              | Ásia/Pacífico 1                                        | 8                  | Fase de grupos                  | 15                 |
| América do Sul     | Argentina          | Finalizou entre os 3 melhores de seu grupo na CMR 2019 | 9                  | Terceiro lugar (2007)           | 7                  |
| América do Sul     | Uruguai            | Américas 1                                             | 4                  | Fase de grupos                  | 17                 |
| América do Sul     | Chile              | Américas 2                                             | 0                  | Estreante                       | 22                 |

## Sede e instalações
A candidatura da Federação Francesa de Rugby foi escolhida pelo World Rugby em 15 de novembro de 2017, à frente das ofertas da União da África do Sul de Rugby e da União Irlandesa de Futebol Rugby. A França lançou sua candidatura em 9 de fevereiro de 2017. Em 17 de março, 12 cidades-sede foram selecionadas. Mais tarde, essa lista foi reduzida para 9 cidades (excluindo Paris, Montpellier e Lens):
| Saint-Denis (Paris)      | Marselha                                                                                           | Décines-Charpieu (Lião)                                                                            | Villeneuve-d'Ascq (Lille)                                                                          |
| ------------------------ | -------------------------------------------------------------------------------------------------- | -------------------------------------------------------------------------------------------------- | -------------------------------------------------------------------------------------------------- |
| Stade de Franceab        | Stade Vélodromea                                                                                   | Parc Olympique Lyonnais                                                                            | Stade Pierre-Mauroy                                                                                |
| Capacity: 80.698         | Capacity: 67.394                                                                                   | Capacity: 59.186                                                                                   | Capacity: 50.157                                                                                   |
|                          | | | |
| Bordéus                  | Saint-Denis Marselha Décines-Charpieu Villeneuve-d'Ascq Nantes Bordéus Saint-Étienne Nice Toulouse | Saint-Denis Marselha Décines-Charpieu Villeneuve-d'Ascq Nantes Bordéus Saint-Étienne Nice Toulouse | Saint-Denis Marselha Décines-Charpieu Villeneuve-d'Ascq Nantes Bordéus Saint-Étienne Nice Toulouse |
| Matmut Atlantique        | Saint-Denis Marselha Décines-Charpieu Villeneuve-d'Ascq Nantes Bordéus Saint-Étienne Nice Toulouse | Saint-Denis Marselha Décines-Charpieu Villeneuve-d'Ascq Nantes Bordéus Saint-Étienne Nice Toulouse | Saint-Denis Marselha Décines-Charpieu Villeneuve-d'Ascq Nantes Bordéus Saint-Étienne Nice Toulouse |
| Capacity: 42.115         | Saint-Denis Marselha Décines-Charpieu Villeneuve-d'Ascq Nantes Bordéus Saint-Étienne Nice Toulouse | Saint-Denis Marselha Décines-Charpieu Villeneuve-d'Ascq Nantes Bordéus Saint-Étienne Nice Toulouse | Saint-Denis Marselha Décines-Charpieu Villeneuve-d'Ascq Nantes Bordéus Saint-Étienne Nice Toulouse |
|                          | Saint-Denis Marselha Décines-Charpieu Villeneuve-d'Ascq Nantes Bordéus Saint-Étienne Nice Toulouse | Saint-Denis Marselha Décines-Charpieu Villeneuve-d'Ascq Nantes Bordéus Saint-Étienne Nice Toulouse | Saint-Denis Marselha Décines-Charpieu Villeneuve-d'Ascq Nantes Bordéus Saint-Étienne Nice Toulouse |
| Saint-Étienne            | Nice                                                                                               | Nantes                                                                                             | Toulouse                                                                                           |
| Stade Geoffroy-Guicharda | Allianz Riviera                                                                                    | Stade de la Beaujoirea                                                                             | Stadium Municipalab                                                                                |
| Capacity: 41.965         | Capacity: 35.624                                                                                   | Capacity: 35.322                                                                                   | Capacity: 33.150                                                                                   |
|                          | | | |

a Estádio/sítio usado na Copa do Mundo de Rugby Union de 2007.
b Estádio/sítio usado na Copa do Mundo de Rugby Union de 1999.

## Sorteio dos grupos
O sorteio dos grupos ocorreu no dia 30 de novembro de 2020 em Paris. Foram alocadas as 12 equipes já qualificadas previamente à respectivos potes de sorteio seguindo a ordem do ranking.
- Pote 1: – Os quarto times mais bem colocados no ranking;
- Pote 2: – Os quarto times seguintes bem colocados no ranking;
- Pote 3: – Os quatro times finais mais bem colocados do ranking;

Os dois potes restantes ficarão para os oito times que se classificarem, com alocação para cada pote baseada na força de jogo anterior da Copa do Mundo de Rugby:
- Pote 4: – Oceania 1, Américas 1, Europa 1, Africa 1;
- Pote 5: – Oceania 2, Américas 2, Ganhador do Play-Off, Ganhador da repescagem.

## Fase de grupos
Os países concorrentes foram divididos em quatro grupos de cinco equipes (grupos de A a D). As equipes de cada grupo jogam entre si, com as duas primeiras equipes avançando para as quartas de final.
| Grupo A                                     | Grupo B                                     | Grupo C                                       | Grupo D                                |
| ------------------------------------------- | ------------------------------------------- | --------------------------------------------- | -------------------------------------- |
| Nova Zelândia França Itália Uruguai Namíbia | África do Sul Irlanda Escócia Tonga Romênia | País de Gales Austrália Fiji Geórgia Portugal | Inglaterra Japão Argentina Samoa Chile |

## Fase final
|  | Quartas de final | Quartas de final |               |            | Semifinais     | Semifinais     |  |  | Final       | Final |
|  |                  |                  |               |            |                |                |  |  |             |       |
|  | Marseille        |                  |               |            |                |                |  |  |             |       |
|  |                  |                  |               |            |                |                |  |  |             |       |
|  | País de Gales    | 17               |               |            |                |                |  |  |             |       |
|  | País de Gales    | 17               | Saint-Denis   |            |                |                |  |  |             |       |
|  | Argentina        | 29               |               |            |                |                |  |  |             |       |
|  | Argentina        | 29               | Argentina     | 6          |                |                |  |  |             |       |
|  | Saint-Denis      |                  | Argentina     | 6          |                |                |  |  |             |       |
|  |                  | Nova Zelândia    | 44            |            |                |                |  |  |             |       |
|  | Irlanda          | Nova Zelândia    | 44            | 24         |                |                |  |  |             |       |
|  | Irlanda          |                  | Saint-Denis   | 24         |                |                |  |  |             |       |
|  | Nova Zelândia    | 28               |               |            |                |                |  |  |             |       |
|  | Nova Zelândia    | 28               | Nova Zelândia | 11         |                |                |  |  |             |       |
|  | Marseille        |                  | Nova Zelândia | 11         |                |                |  |  |             |       |
|  |                  | África do Sul    | 12            |            |                |                |  |  |             |       |
|  | Inglaterra       | África do Sul    | 12            | 30         |                |                |  |  |             |       |
|  | Inglaterra       | Saint-Denis      |               | 30         |                |                |  |  |             |       |
|  | Fiji             | 24               |               |            |                |                |  |  |             |       |
|  | Fiji             | 24               | Inglaterra    | 15         | Terceiro lugar | Terceiro lugar |  |  |             |       |
|  | Saint-Denis      |                  | Inglaterra    | 15         | Terceiro lugar | Terceiro lugar |  |  |             |       |
|  |                  | África do Sul    | 16            |            |                |                |  |  |             |       |
|  | França           | África do Sul    | 16            | 28         | Argentina      | 23             |  |  |             |       |
|  | França           |                  |               | 28         | Argentina      | 23             |  |  |             |       |
|  | África do Sul    | 29               |               | Inglaterra | 26             |                |  |  |             |       |
|  | África do Sul    | 29               |               |            | 26             |                |  |  |             |       |
|  |                  |                  |               |            |                |                |  |  | Saint-Denis |       |
|  |                  |                  |               |            |                |                |  |  |             |       |

## Transmissão
- - TF1 Group[4]
- - ESPN
- – ITV[5]
- – NBC Sports[6]
- - GPB